# Drumboe Castle

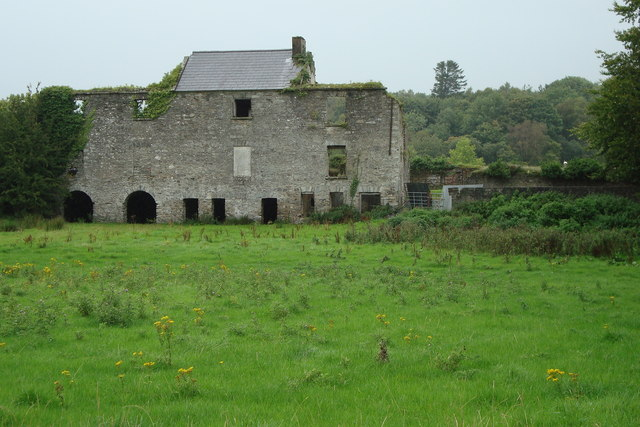
Rückseite der Stallungen von Drumboe Castle

Drumboe Castle (irisch Caisleán Dhroim Bó) ist die Ruine einer Niederungsburg in den Außenbezirken von Stranorlar im irischen County Donegal.

## Geschichte

### Bau und Genealogie
1622, während der Eroberung von Ulster durch die Engländer, verkaufte Robert Redington das Anwesen in Ballybofey an Sir Ralph Bingley. Bingley ließ das erste Drumboe Castle erbauen, das vier große Türme besaß. Es schützte eine Furt über den River Finn.
Nach dem Tod von Sir Ralph Bingley wohnten seine Witwe, Lady Jane, und Robert Harrington bis 1641 dort; dann wurde die Burg Sir William Bazil, Attorney General für Irland, übertragen. Dieser starb 1693.
Ein Nachkomme von Sir William Bazil hieß William Basil. Er wurde als William Ball geboren und nahm dann den Namen Basil an. Basil heiratete Frances Dowdeswell um 1736. Deren Tochter, Mary Basil, heiratete Sir Samuel Hayes, 1. Baronet. Durch diese Heirat wurde die Burg von 1789 bis 1912 das Heim der Hayes-Baronets.

### Irischer Bürgerkrieg
Im irischen Bürgerkrieg wurde Drumboe Castle zum Hauptquartier der Truppen des Freistaats Irland im County Donegal.
Es wurde als Ort des Drumboe-Massakers im irischen Bürgerkrieg berüchtigt: Am 14. März 1923 wurden vier IRA-Kämpfer, Charles Daly (26), Sean Larkin (26), Daniel Enwright (23) und Timothy O'Sullivan (23), die im Januar gefangen genommen worden waren und seitdem auf der Burg einsitzen mussten, gemeinsam als Rache für den Tod eines Soldaten der Nationalarmee, der in einem Hinterhalt gestorben war, erschossen.

### Abriss
Das georgianische Haus wurde 1945 abgerissen.